# Robpalmeria asymmetrica
Robpalmeria asymmetrica is een eenoogkreeftjessoort uit de familie van de Pseudocyclopidae. De wetenschappelijke naam van de soort is voor het eerst geldig gepubliceerd in 2003 door Fosshagen & Iliffe.